# Valsequillo de Gran Canaria
Valsequillo de Gran Canaria is een gemeente in de Spaanse provincie Las Palmas in de regio Canarische Eilanden met een oppervlakte van 39 km². Valsequillo de Gran Canaria telt 9.227 inwoners (1 januari 2016). De gemeente ligt op het eiland Gran Canaria. Behalve de gelijknamige plaats liggen in de gemeente nog een aantal andere dorpskernen.

## Demografische ontwikkeling
Bron: INE; 1857-2011: volkstellingen
Hoofdstad: Las Palmas de Gran Canaria

Gemeenten / gemeentelijke hoofdsteden: Agaete · Agüimes · Artenara · Arucas · Firgas · Gáldar · Ingenio · La Aldea de San Nicolás · Mogán · Moya · San Bartolomé de Tirajana · Santa Brígida · Santa Lucía de Tirajana · Santa María de Guía de Gran Canaria · Tejeda · Telde · Teror · Valleseco · Valsequillo de Gran Canaria · Vega de San Mateo

Overige plaatsen: Arguineguín · Fataga · Maspalomas · Playa del Inglés · Puerto de las Nieves · Puerto de Mogán · Puerto Rico · San Agustín